# 许华
许华 （1962年2月25日—），江苏省江阴市人。中国企业家。

## 生平
曾做过教师，如今从事房地产、教育等产业，企业营业额达4亿元。现任苏州光华实业集团董事长，江苏太湖水集团有限公司董事长，苏州市置业房地产开发有限公司董事长。2012年，辞去光华控股董事长职位。